# Vimer
Vimer is een historisch Frans merk van inbouwmotoren.
De bedrijfsnaam was: Ets. D.F. Constructeurs, Gentilly Seine.
Dit bedrijfje maakte in de jaren vijftig tweetakt- inbouwmotoren waarbij de versnellingsverhouding aangepast kon worden. Dit mocht echter alleen rijdend gebeuren. De Vimer-motor werd in Nederland toegepast door het bromfietsmerk Wereld.